# Canellaceae
Famille
Classification APG III (2009)
Les Canellaceae (les Canellacées) sont une famille de plantes à fleurs de l'ordre des Canellales. Ce sont des angiospermes à caractères ancestraux.

## Étymologie
Le nom provient du genre Canella (nom vernaculaire : bois-cannelle), mais le vrai cannelier appartient à la famille des Lauracées.
Le bois-cannelle était une plante médicinale importante des indigènes des tropiques américains qui fut adoptée comme telle par les Européens. C'est au cours du deuxième voyage de Christophe Colomb que son accompagnateur, le Dr Diego Álvarez Chanca décrivit cette "cannelle" qui ne ressemblait à aucune de celles utilisées en Europe,.
En 1756, Patrick Browne appliqua le nom de Canella à l'espèce maintenant connue sous le nom de Canella winterana mais sans y ajouter d'épithète spécifique. Le nom générique est dérivé de canela, le mot espagnol pour la cannelle, lui-même dérivé du latin canna, qui signifie "roseau", ou du grec kanna apparenté, qui fait référence à un morceau d'écorce roulée.
La famille des Canellaceae n'a été établie qu'en 1832 par Carl von Martius, lequel à l'époque l'a définie comme uniquement constituée  du genre Canella,.

## Description
Ce sont des arbres ou des arbustes fortement aromatiques à feuilles persistantes, parcheminées, producteurs d'huiles essentielles, des régions tropicales. On les rencontre aux Antilles, en Floride, en Amérique du Sud tropicale, en Afrique de l'Est et à Madagascar.

## Classification

### Historique des genres et des espèces
En 1737, dans son Hortus Cliffortianus, Linnaeus a combiné Canella avec Drimys (genre maintenant dans les Winteraceae) et Cinnamomum (maintenant dans Lauraceae), pour former le taxon Winterania.
En 1753, dans la première édition de Species Plantarum, Linnaeus divisa Winterania en quatre espèces. Trois d'entre elles sont des Cinnamomum et le quatrième, qu'il appela Laurus winterana, se composait de ce qui est maintenant Canella winterana et Drimys winteri.
En 1756 Patrick Browne appliqua le nom de Canella sans y ajouter d'épithète spécifique, mais ce genre n'a pas été adopté par Linnaeus, qui, en 1762, ressuscita le genre Winterania, auquel il attribua la seule espèce Winterania canella précédemment appelée Laurus winterana.
En 1784 Johan Andreas Murray divisa Winterania en deux genres monospécifiques, dont les espèces constituantes étaient Canella alba et Wintera aromatica. 
Le nom Canella alba fut validé par Murray en 1784 , mais il était déjà utilisé. Linnaeus a attribué le nom au médecin-naturaliste anglais Samuel Dale (en), qui l'avait utilisé dans sa Pharmacologia en 1693,. Patrick Browne mentionne son utilisation par le naturaliste Mark Catesby. L'espèce fut rebaptisée Canella winterana par Joseph Gaertner en 1788 dans son ouvrage "Les fruits et les graines des plantes".
Le changement de nom étant requis par les règles de la nomenclature botanique, Wintera aromatica est maintenant connue sous le nom de Drimys winteri (Winteraceae).
En 1840  Stephan Endlicher divisa le genre « Canella » créant le nouveau genre « Cinnamodendron ». 
Les genres suivants furent ensuite créés : Cinnamosma en 1867, Warburgia en 1895, Pléodendron en 1899,  Capsicodendron en 1933. Ce dernier fut acceptés par certains auteurs avec deux espèces : Capsicodendron pimenteira et Capsicodendron dinisii. D'autres auteurs subsument Capsicodendron dans Cinnamodendron et Capsicodendron pimenteira dans Cinnamodendron dinisii.

### Cas particulier du genreCinnamodendron
Les études phylogénétiques moléculaires des séquences d'ADN ont montré que le cinnamodendron, tel qu'il est traditionnellement circonscrit, est polyphylétique et se compose de deux groupes distincts. Ces groupes sont morphologiquement différents et leurs plages ne se chevauchent pas.
L'un de ces groupes est lié aux genres africains Cinnamosma et Warburgia et pourrait être paraphylétique sur eux. Il se compose de huit espèces, dont l'une a été nommée en 2005. Deux autres espèces de ce groupe n'ont pas été officiellement nommées et décrites dans la littérature scientifique. Ce groupe est limité à l'Amérique du Sud. Puisqu'il comprend l'espèce type, Cinnamodendron axillare (en), il conservera le nom générique de Cinnamodendron.
L'autre groupe d'espèces de Cinnamodendron est le plus étroitement lié au Pléodendron et est limité aux Grandes Antilles. Il se compose de six espèces, dont deux restent sans nom. Le nom Antillodendron a été proposé pour ce groupe, mais il est considéré comme invalide car n'ayant pas été effectivement publié.

### La classification actuelle
La classification phylogénétique APG II (2003) fait des Canellaceae une famille de divergence ancienne proche des Wintéracées.

## Liste des genres
Selon World Checklist of Selected Plant Families (WCSP) (11 décembre 2016) :
- genre Canella P.Browne
- genre Cinnamodendron (en) Endl.
- genre Cinnamosma (en) Baill.
- genre Pleodendron (en) Tiegh., (1899)
- genre Warburgia (en) Engl.

Selon NCBI (11 décembre 2016)  :
- genre Canella P.Browne
- genre Capiscodendron (pt) Hoehne
- genre Cinnamodendron Endl.
- genre Cinnamosma Baill.
- genre Pleodendron Tiegh.
- genre Warburgia Engl.

Selon DELTA Angio (11 décembre 2016) :
- genre Canella P.Browne
- genre Capiscodendron Hoehne
- genre Cinnamodendron Endl.
- genre Cinnamosma Baill.
- genre Pleiodendron Tiegh.
- genre Warburgia Engl.

Selon ITIS (11 décembre 2016) :
- genre Canella P. Br.
- genre Pleodendron v. Tiegh.

## Liste des espèces
Selon NCBI (28 mars 2010) :
- genre Canella
  - Canella winterana
- genre Capsicodendron
  - Capsicodendron dinisii
- genre Cinnamodendron
  - Cinnamodendron axillare
  - Cinnamodendron corticosum
  - Cinnamodendron cubense
  - Cinnamodendron ekmanii
- genre Cinnamosma
  - Cinnamosma madagascariensis
- genre Pleodendron
  - Pleodendron costaricense
  - Pleodendron macranthum
- genre Warburgia
  - Warburgia salutaris
  - Warburgia stuhlmannii
  - Warburgia ugandensis